# Скаржин (Вармінсько-Мазурське воєводство)
Скаржин (пол. Skarżyn, нім. Richtenberg, before 1938: Skarzinnen) — село в Польщі, у гміні Біла Піська Піського повіту Вармінсько-Мазурського воєводства.
Населення — 140 осіб (2011).

## Демографія
Демографічна структура станом на 31 березня 2011 року:
|          | Загалом | Допрацездатний вік | Працездатний вік | Постпрацездатний вік |
| -------- | ------- | ------------------ | ---------------- | -------------------- |
| Чоловіки | 73      | 26                 | 40               | 7                    |
| Жінки    | 67      | 15                 | 34               | 18                   |
| Разом    | 140     | 41                 | 74               | 25                   |